# São João do Jaguaribe
São João do Jaguaribe is een gemeente in de Braziliaanse deelstaat Ceará. De gemeente telt 8.500 inwoners (schatting 2009).
De gemeente grenst aan Limoeiro do Norte, Morada Nova, Tabuleiro do Norte, Tabuleiro do Norte, Alto Santo en Morada Nova.